# فينيكس جي

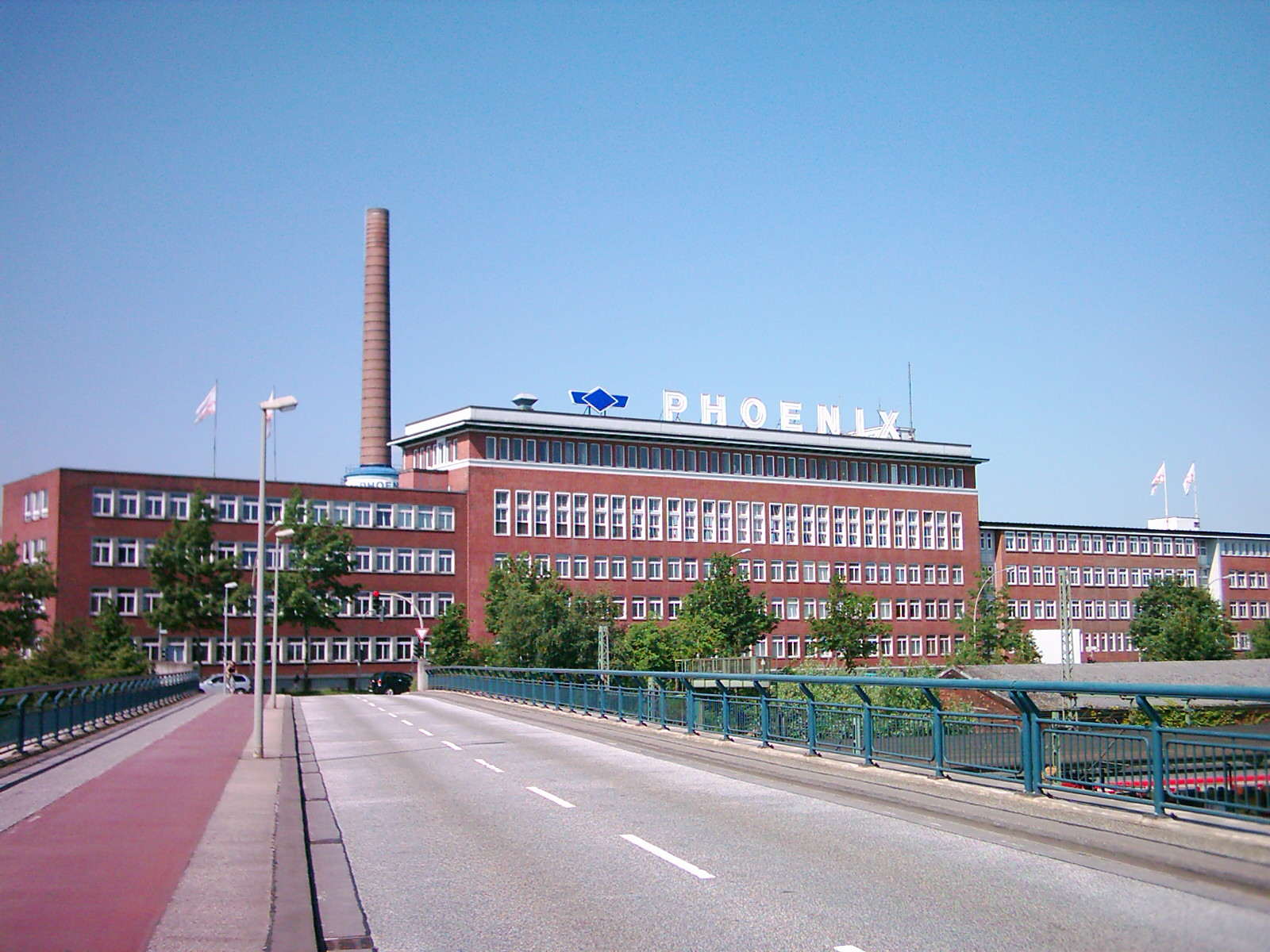
مقر فينيكس في هاربورغ ، هامبورغ

فينيكس جي هي شركة دولية يقع مقرها الرئيسي في هامبورغ في ألمانيا وهي متخصصة في المنتجات المصنوعة من المطاط ، بما في ذلك عزل الصوت , الاهتزاز , أنظمة أحزمة النقل وأنظمة الخراطيم الصناعية المتخصصة. 
يبلغ حجم مبيعات الشركة أكثر من مليار يورو ، ويبلغ عدد الموضفين أكثر من 9000 موظف في 50 موقع تشغيل مختلف. تأسست الشركة عام 1856 واستحوذت عليها شركة كونتيننتال إيه جي في عام 2004.